# منغدو

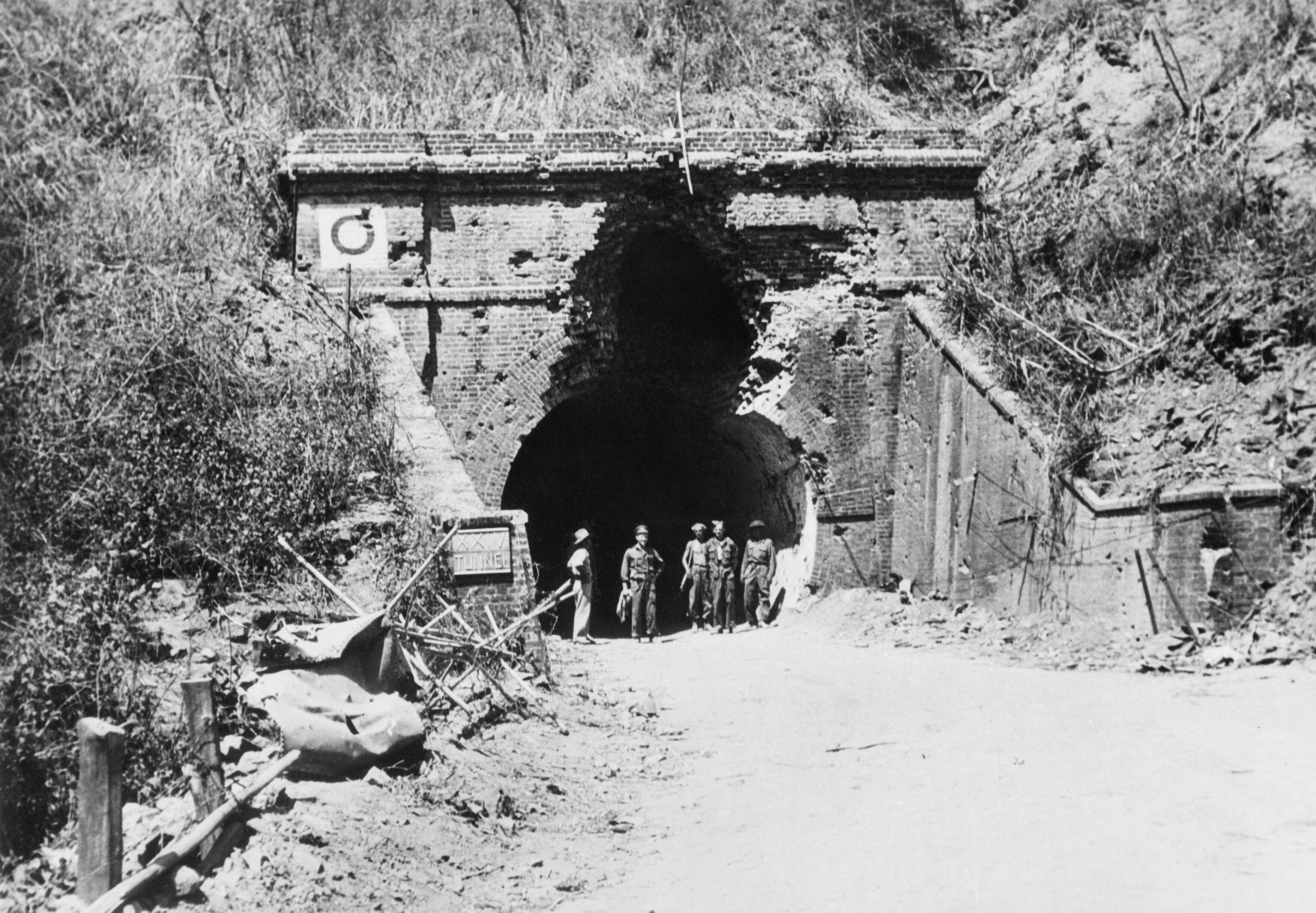
جنود من القوات البريطانية يقفون عند مدخل طريق منغدو - بوثيدونغ الذي استولى عليه الفيلق الخامس عشر للحلفاء في يناير عام 1944.

مُنغدو (بالبورمية မောင်တောမြို့)، هي مدينة في ولاية أراكان (راخين)، في الجزء الغربي من ميانمار (بورما). وهي المقر الإداري لبلدة منغدو ومنطقة منغدو. وتحدها من الغرب بنغلاديش. تقع منغدو على بعد 16 ميلًا من بوثيدونغ. وتفصل جبال ماي يو بين المدينتين ويرتبطان بنفقان تم بنائهما في عام 1918.

## التاريخ
في عام 2016، وبعد هجمات على الحدود من قبل المتمردين الروهينغيا، ظهرت تقارير عن الجنود البورميين تؤكد قيامهم «بالأعتقالات الجماعية، والتعذيب، وحرق القرى، وقتل المدنيين والاغتصاب المنظم للنساء الروهينجيا». تم تدمير ما يقرب من 820 قرية في خمس مدن.

## المعلومات السكانية
في عام 2008، كان عدد السكان يقرب من 400،000 نسمة. غالبية السكان، حوالي 80٪، هم من شعب الروهينغيا، الذين تعتبرهم حكومة ميانمار شعب بنغالي عديمي الجنسية. الحكومة البورمية لا تقبل أن تضع الروهينجا على قائمة المجموعات العرقية المعترف بها في ميانمار، وبالتالي لا تعترف بحقهم في الحصول على الجنسية البورمية. ويتألف بقية السكان من مجموعة واسعة من المجموعات العرقية، بما في ذلك راخين وبامار ودانجنيت ومرو.

## التعليم
اعتبارًا من عام 2011 بلغ عدد المدارس في منغندو، ثماني مدارس ثانوية و10 مدارس متوسطة و16 مدرسة ما بعد المرحلة الابتدائية و125 مدرسة ابتدائية.

## الاقتصاد
ارتبطت منغدو بعلاقات تجارية مع مدينة تكناف البنغلاديشية منذ سبتمبر 1995.